# Le Phare du bout du monde (roman)
Pour les articles homonymes, voir Phare du bout du monde.
Le Phare du bout du monde est un roman de Jules Verne, paru en 1905.

## Historique
L'œuvre est écrite par Jules Verne du 29 mars au 17 mai 1901. Elle paraît d'abord dans le Magasin d'éducation et de récréation à partir du 15 août 1905 jusqu'au 15 décembre de la même année, avec de légers remaniements de Michel Verne, puis en volume in-8° le 15 novembre 1905 chez Hetzel.

## Résumé
En 1859-1860, à l'extrême sud de l'Amérique du Sud, afin d'éviter un naufrage aux voiliers qui passent par là, le gouvernement argentin fait construire un phare appelé « Le Phare du bout du monde » sur l'île des États, située à l'est de la Terre de Feu, là où le Pacifique et l'Atlantique se rencontrent. Trois gardiens sont chargés de veiller au bon fonctionnement de ce phare, construit sur une terre inhabitée et inhospitalière. Les trois gardiens ignorent cependant qu'une bande de pirates, menés par Kongre et son bras droit Carcante, sévissent sur cette île et pillent les navires qui s'y échouent, n'hésitant pas à en massacrer l'équipage. Deux des gardiens sont assassinés par les pirates et le troisième, le vieux Vasquez, s'enfuit et recueille un naufragé américain, John Davis. Ensemble, ils vont tenter d'empêcher les pirates de quitter l'île en attendant l'arrivée du navire militaire Santa-Fé.

## Personnages
- Vasquez, Argentin, 47 ans, gardien-chef du phare.
- Kongre, 40 ans environ, chef des pillards.
- Carcante, Chilien, 35 à 40 ans, second de Kongre.
- John Davis, Américain, 30 à 35 ans, second du Century.
- Felipe, Argentin, 40 ans, marin, gardien de phare.
- Moriz, Argentin, 37 ans, marin, gardien de phare.
- Vargas, charpentier, de la bande à Kongre.
- Lafayate, commandant du Santa-Fé.
- Riegal, second du Santa-Fé.
- Harry Steward, capitaine du Century.
- Naufrageurs de la bande à Kongre.

## Versions de l'œuvre
Le Phare du bout du monde est le premier roman de Jules Verne à être modifié par son fils Michel. Ces modifications sont ici peu nombreuses, mais Michel Verne ajoute un épisode de son cru et abrège quelques phrases. En outre, il édulcore le caractère de Vasquez. La version de Jules Verne non modifiée par Michel Verne est parue pour la première fois en 1999 aux éditions de la Société Jules Verne, texte repris chez Gallimard, Folio, en 2004.

## Adaptation
Un film en a été tiré, réalisé par Kevin Billington en 1971, comptant Yul Brynner et Kirk Douglas comme vedettes.